# John Cotton Smith

John Cotton Smith

John Cotton Smith (* 2. Februar 1765 in Sharon, Litchfield County, Colony of Connecticut; † 7. Dezember 1845 ebenda) war ein US-amerikanischer Politiker und der sechste Gouverneur des US-Bundesstaates Connecticut. Er war Mitglied der Föderalistischen Partei.

## Frühe Jahre und politischer Aufstieg
John Cotton Smith, Sohn von Cotton Mather Smith, einem Puritanerpastor, der aus der Massachusetts Bay Colony in die Colony of Connecticut zog, wurde am 2. Februar 1765 in Sharon geboren. Er ging auf die Yale University, wo er 1783 graduierte. Anschließend studierte er die Rechtswissenschaften und bekam 1787 seine Zulassung als Anwalt. Später entschloss er sich dann, eine politische Laufbahn einzuschlagen. Er kandidierte 1793 für einen Sitz im Repräsentantenhaus von Connecticut und gewann die Wahl sowie die Wiederwahlen in den Jahren 1796 und 1800. In seiner dritten Amtszeit im Abgeordnetenhaus wählte man ihn zum Speaker, ein Amt, das er auch später mehrmals innehatte und zwar von 1806 bis 1807 sowie von 1807 bis 1809. Ferner übte er 1799 die Tätigkeit eines Clerk im Repräsentantenhaus aus. Darüber hinaus war Smith ab 1800 bis zu seinem Rücktritt im August 1806 auch Abgeordneter im US-Kongress. Später hatte er kurzzeitig, 1809, das Amt eines Richters an Connecticuts Supreme Court inne; jedoch musste er dieses Amt wieder aufgeben, als man ihn 1810 zum Vizegouverneur von Connecticut wählte, eine Stellung, die er bis 1812 innehatte.

## Gouverneur von Connecticut
Als Gouverneur Roger Griswold am 25. Oktober 1812 verstarb, übernahm Smith dessen Amtsgeschäfte. Smith wurde dann später offiziell durch Volksabstimmungen 1813, 1814, 1815, sowie 1816 in das Amt des Gouverneurs gewählt. Während seiner Amtszeit verblieb er bei der Durchsetzung von Griswolds Weigerung, die staatliche Milizarmee unter bundesstaatliche Führung zu stellen. Smith verfocht die landwirtschaftliche Entwicklung, sowie das Reedereigeschäft innerhalb des Staates. Ferner war er ein Befürworter von Connecticuts Beteiligung beim Hartforder Konvent, der zwischen 1814 und 1815 stattfand. Ferner lehnte seine Administration eine Reform und die liberale Abänderung von Connecticuts Royal Charter ab. Smith verließ am 8. Mai 1817 sein Amt, nachdem er bei einer erneuten Kandidatur für das Amt des Gouverneurs unterlag.

## Spätere Jahre
Smith kandidierte noch zwei weitere Male, 1818 und 1819, für das Amt des Gouverneurs von Connecticut, scheiterte aber beide Male. Daraufhin zog er sich aus dem öffentlichen Leben zurück, blieb aber in seinen religiösen und wissenschaftlichen Belangen aktiv. Er war ein Mitglied von Connecticut and Massachusetts Historical Societies, sowie zwischen 1826 und 1841 Präsident des American Board of Foreign Mission. Ferner war er auch Präsident von Connecticuts State Bible Society sowie von 1831 bis zu seinem Tod 1845 der American Bible Society.
Gouverneur John Cotton Smith starb am 7. Dezember 1845 in Sharon und wurde auf dem dortigen Hillside Cemetery beigesetzt.